# Shouhei Kusaka
Hiroshi Tokoro (所 宏吏, Tokoro Hiroshi, Tóquio, 14 de Janeiro de 1965), conhecido pelos nomes artísticos Shouhei Hinoshita e Shouhei Kusaka (日下 翔平, Hinoshita Shōhei), é um ex-ator japonês, famoso por interpretar Naoto Tamura/Jiban, protagonista da série tokusatsu Jiban. Interpretou também Tokio no episódio 5 em Sharivan e o ninja Kaminin Oruha nos episódios 12, 26 e 45 de Jiraiya (série).
Atualmente, Kusaka está aposentado das telas (desde 1994) e trabalha como manager do advogado internacional Hideki Yashiro.
O ator já veio ao Brasil diversas vezes, participando de eventos como a Anime Friends e Anime Summit.